# Lunca de Sus (okręg Harghita)
Lunca de Sus (węg. Gyimesközéplok) – wieś w Rumunii, w okręgu Harghita, w gminie Lunca de Sus. W 2011 roku liczyła 809 mieszkańców.